# Campagna dell'Africa occidentale (1940)
Per campagna dell'Africa occidentale si intende una serie di scontri – i principali furono la battaglia di Dakar e la battaglia del Gabon – combattuti nel 1940 (durante la seconda guerra mondiale) a seguito dei quali le forze alleate strapparono al governo collaborazionista di Vichy il controllo dell'Africa Equatoriale Francese. L'Africa Occidentale Francese rimase invece sotto il controllo del governo di Vichy fino all'Operazione Torch del novembre 1942.

## Contesto
A seguito della conquista nazista della Francia e della nascita del governo collaborazionista guidato dal maresciallo Philippe Pétain, la Gran Bretagna cercò di impedire che la flotta francese finisse in mano al Terzo Reich. In questo contesto si inserisce l'affondamento, nel luglio 1940, della nave da guerra francese Richelieu da parte delle forze britanniche nel porto di Dakar, nell'attuale Senegal.
Il generale Charles de Gaulle cercò di convincere Winston Churchill che il movimento France libre avrebbe potuto guadagnare prestigio e sostegno grazie se fosse riuscita a prendere il controllo delle colonie francesi in Africa. Solo dopo molte esitazioni Churchill decise di sostenere le ambizioni di de Gaulle.

## Africa Occidentale Francese
Articolo principale: Battaglia di Dakar
Dopo aver tentato di convincere il governo di Vichy a cedere a de Gaulle la città di Dakar, gli Alleati cercarono di conquistarla con la forza al fine di riprendere il controllo dell'intera Africa Occidentale ma l'operazione non andò a buon fine.

## Africa Equatoriale Francese
Articolo principale: Campagna del Gabon
La battaglia venne combattuta dall'8 al 12 novembre e portò alla conquista di Libreville da parte delle forze di France Libre.